# Alice In Chains
Alice In Chains és un grup de música, procedent dels Estats Units, fundat el 1987 a Seattle. Tot i que el grup ha passat per diverses etapes pel que fa als components, es pot dir que la línia original estava formada per Layne Staley (veu), Jerry Cantrell (guitarra/veu), Mike Inez (baix/veu) i Sean Kinney (bateria/percussió). William DuVall es va integrar a la banda en 2006 substituint Staley, que va morir en 2002.
Des que es van formar, Alice in Chains ha estat associat amb la música grunge, tot i que el grup combina elements de grunge, heavy metal, hard rock i música acústica en general. El grup va esdevenir popular durant la dècada dels 90 juntament amb grups com Nirvana, Pearl Jam, Soundgarden i Stone Temple Pilots.
Alice in Chains ha publicat sis àlbums d'estudi, tres EPs, tres àlbums en directe, cinc compilacions i dos DVDs des de la formació, i són un dels grups més importants de l'escena musical de Seattle, amb unes vendes acumulades de més de vint milions de discos.

## Història

### Inicis (1987–1990)
Alice in Chains es va formar oficialment durant l'any 1987, quan el bateria i cantant Layne Staley i el guitarrista Jerry Cantrell es van conèixer en una festa i van decidir formar un grup, ja que compartien gustos musicals i havien estat tocant en bandes de glam metal, estil predominant a l'època. Poc després, Mike Starr, baixista de Gipsy Rose, va acceptar l'oferta d'entrar a la banda. Finalment, es va reclutar a la formació a Sean Kinney per ocupar el lloc de bateria. D'aquesta manera, el grup va començar a escriure material propi i a tocar en diferents locals de Seattle. Després de descartar diversos noms, el grup va optar per anomenar-se "Alice in Chains", derivat de l'antic grup de Staley, "Alice ‘N Chains".

### FaceliftiSap(1990–1992)
La marca Columbia Records els va descobrir durant una de les seves actuacions i els va oferir un contracte discogràfic el 1989. Després de compondre i gravar diferents demos durant aquell any, el grup va decidir entrar a un estudi de gravació per editar el seu primer EP, We Die Young, al juliol de 1990, on la cançó homònima els va valdre una moderada popularitat. El 21 d'agost del mateix any, Alice in Chains ja havia editat el seu primer àlbum d'estudi, sota el nom de Facelift, influïts pel so de Black Sabbath encara que enquadrats dins el grunge, so que començava a guanyar popularitat ja a finals dels anys 1980 i que era originari de Seattle, ciutat origen del grup. La cançó "Man in the Box" va aconseguir un inesperat èxit gràcies, en part, a la difusió del seu vídeo en la influent emissora musical MTV. La banda va publicar dos singles més de l'àlbum, "Bleed the Freak" i "Sea of Sorrow". Facelift va ser considerat disc d'or per la RIAA (Recording Industry Association of America) abans d'arribar a finals de 1990. L'àlbum va ser recolzat per la gira que Alice in Chains va realitzar juntament amb Iggy Pop, Poison i Van Halen. La imprevista popularitat del disc debut del grup va causar que la reedició de We Die Young aconseguís ràpidament altes cotes de vendes. "Man in the Box" va aconseguir una nominació als premis Grammy el 1991. Aquesta va ser la primera nominació als Grammy de moltes, de les quals mai en van sortir guanyadors.
El 1991 es va editar el vídeo d'un concert en el teatre Moore de Seattle, que va tenir lloc el 22 de desembre de 1990, sota el nom de Live Facelift.
Al 21 de març de 1992, Alice in Chains edita el seu segon EP anomenat Sap. Aquest conté cinc cançons acústiques i compta amb la col·laboració de Ann Wilson de Heart, Mark Arm de Mudhoney i Chris Cornell de Soundgarden. La cançó "Got Me Wrong" no va ser publicada com un single fins tres anys després, el 1995, essent l'únic single de l'EP. Aquesta modificació s'explica perquè el single va aparèixer a la pel·lícula Clerks, dirigida per Kevin Smith.

### DirtiJar of Flies(1992–1994)
En aquest mateix any, 1992, es va rodar la pel·lícula Singles a càrrec del director Cameron Crowe, on el grup apareixia en una escena, tocant la cançó "It Ain't Like That" en un bar, incloent una altra cançó en la banda sonora de la pel·lícula, "Would?", inèdita fins al moment. El vídeo de "Would?" va ser premiat com a "Millor Vídeo d'una Pel·lícula" (Best Video from a Film) per la MTV el 1993. Aquest mateix any, 1992, el grup va compartir gira amb grups com Megadeth, Slayer, Anthrax i Suicidal Tendencies.
El 29 de setembre de 1992, Alice in Chains publica el seu segon àlbum Dirt. Aquest va esdevenir el número 6 de la Billboard i, des de la seva publicació, ha estat qualificat 4x platí per la RIAA, essent l'àlbum més venut del grup fins avui. Va ser en aquest moment quan es va començar a especular sobre la possible addicció de Staley a l'heroïna, a causa de les fosques i depressives lletres de Dirt. D'altra banda, el disc conté els singles més coneguts del grup, incloent "Would?", "Them Bones" i "Down in a Hole". A més, l'àlbum compta amb la col·laboració del vocalista de Slayer, Tom Araya, a la pista "Iron Gland".
A principis de 1993 es va iniciar "Down in Your Hole", una intensa gira de sis setmanes de duració, on Mike Starr va deixar el grup i va ser reemplaçat per Mike Inez, el qual era baixista en directe del grup de Ozzy Osbourne.
El 1993 el grup es va trobar a l'estudi per gravar dues cançons més, "What the Hell Have I" i "A Little Bitter", per la banda sonora de la pel·lícula de John McTiernan, Last Action Hero. Al mateix any, la nova formació va debutar en el festival de música alternativa Lollapalooza, juntament amb Dinosaur Jr, Babes in Toyland, Rage Against the Machine, Fishbone, Arrested Development o Tool.
Durant l'estiu de 1993 la popularitat del grup va créixer mentre seguien en peu els rumors d'abús de drogues pel que fa als membres de la banda, especialment de Staley. Cançons com "Junkhead" i "Angry Chair", amb referències implícites a l'heroïna, van col·laborar a difondre aquests rumors.
El 25 de gener de 1994 el grup va publicar el seu segon EP acústic titulat Jar of Flies. Aquest va debutar essent el número 1 de les llistes de la Billboard 200, el primer EP de la història en aconseguir aquesta posició, així com la primera publicació de Alice in Chains en debutar com a número 1. L'EP va ser escrit i gravat en, tot just, una setmana. A més, l'EP compta amb "No Excuses", primer i únic single del grup que va aconseguir ser el número 1 a la llista Mainstream Rock Chart. El segon single de l'EP va ser "I Stay Away", que va esdevenir el número 10 en la Mainstream Rock Chart i, l'últim single "Don't Follow", va debutar com número 25 en la mateixa llista.
Poc després, al març, el baixista Mike Inez va gravar el disc It's 5 o'clock somewhere amb Slash (guitarrista de Guns N' Roses) en el seu projecte Slash's Snakepit.
Alice in Chains va haver de suspendre diversos concerts ja programats, juntament amb Metallica i Suicidal Tendencies; aquest fet també va donar suport als rumors de l'addicció de Staley a l'heroïna.

### Mad Season
A finals d'aquest mateix any, el 1994, i sota el nom de "The Gacy Bunch", Layne Staley, Mike McCready (Pearl Jam), Barrett Martin (Screaming Trees) i John Baker Saunders (The Walkabouts) van oferir una sèrie de concerts en diferents bars locals; més endavant, aquesta nova agrupació va passar a anomenar-se Mad Season. Aquesta formació va gravar el 1995 el seu únic disc, Above, el qual està dominat per un so resultat d'una barreja de grunge i blues, amb la col·laboració del vocalista de Screaming Trees, Mark Lanegan. Aquest any, Alice in Chains va tornar a perdre en una edició dels premis Grammy, aquest cop amb la cançó "I Stay Away", de l'EP Jar of Flies.

### Alice in Chainsi declivi (1994–1998)
El 7 de novembre de 1995 Alice in Chains va retornar amb la publicació d'un àlbum homònim, Alice in Chains. L'àlbum va estar produït per Toby Wright, conegut per produir àlbums de Corrosion of Conformity i Slayer. Alice in Chains va debutar com a número 1 a la Billboard 200 i va ser certificat com a 2x platí. Van ser quatre els singles publicats de l'àlbum: "Grind", "Again", "Over Now" i "Heaven Beside You". Tot i l'èxit del disc, no es va poder realitzar cap gira promocional a causa dels creixents problemes de Staley amb l'heroïna. A més, aquest seria l'últim àlbum d'estudi que Alice in Chains publicaria amb Layne Staley.
El grup es va veure envoltat d'una popularitat insòlita, aconseguint escapar-se de l'ull públic per un prolongat descans. Aquesta pausa va acabar-se quan, el 10 d'abril de 1996, el grup va realitzar el seu primer concert, després de tres anys, a MTV Unplugged; programa de la cadena MTV, que presentava diferents artistes musicals tocant en format acústic. El grup va incloure alguns dels singles més importants de la banda com "Down in a Hole", "Heaven Beside You" i "Would?". El grup, a més, també va reconstruir alguns dels seus temes més durs en format acústic i van incloure un guitarrista rítmic, Scott Olson. El grup també va introduir una nova cançó "Killer is Me". L'àlbum i el vídeo de l'actuació van ser publicats al Juliol del 1996, debutant l'àlbum com a número 3 a la Billboard 200. Les dues publicacions van ser certificades com a platí. Aquesta gravació ha estat catalogada com una de les més memorables de la sèrie de produccions Unplugged, ja que mostra clarament una faceta acústica de gran qualitat tècnica per part del grup. L'actuació va impressionar als fans pel que fa a l'evident debilitat de Staley, que va ser ajudat en viares ocasions per Cantrell en l'execució vocal en oblidar-se de diferents versos. D'altra banda, l'atmosfera creada per la gravació del concert també va contribuir en la sensació de foscor i depressió, amb un Staley vestit en la seva totalitat de negre i amb una decoració plena d'espelmes.
Després de l'actuació Unplugged, el grup va actuar com a taloners de quatre concerts de Kiss. El concet celebrat al 3 de juliol de 1996 a Kansas City (Missouri), va ser l'últim concert d'Alice in Chains amb Staley.

### Pausa i mort de Layne Staley (1998–2002)
Cantrell volia mantenir unit el grup i va intentar mantenir el contacte amb Staley, però la salut del vocalista impedia que continués amb la seva activitat musical. El febrer de 1997, el grup va tornar a ser nominat a un premi Grammy pel tema "Again" però va perdre novament. A causa de la inactivitat d'Alice in Chains, Jerry Cantrell va compondre i gravar el seu primer disc en solitari, Boggy Depot, el 1998. Aquest disc incloïa a Mike Inez i a Sean Kinney, i per aquest motiu se'l considera com a disc "perdut" del grup. En aquest àlbum també hi va treballar el baixista de Primus, Les Claypool. Aquest mateix any, Staley va reunir els membres del grup i va gravar amb ells les seves dues últimes cançons, "Get Born Again" i "Died", que van ser editades en el Box Set del grup, Music Bank. També es va editar el recopilatori Nothing Safe: Best of the Box, que conté les cançons més exitoses de la banda. Poc després es va editar el disc en directe Live i una altra compilació, Greatest Hits, que consta dels deu majors èxits de la discografia d'Alice in Chains.
Encara que el grup mai va emetre cap comunicat certificant la seva ruptura, Staley es va aïllar cada vegada més, recloent-se al seu apartament de Seattle, després que la seva companya morís a causa d'una endocarditis bacteriana el 1996. Aquest fet va produir que el vocalista caigués en una profunda depressió, que va intentar combatre mitjançant les drogues. La possibilitat d'una futura reunió va dissoldre's quan el 19 d'abril de 2002 es va trobar a Staley mort al seu apartament. Amb l'autòpsia es va determinar que Staley havia mort el 5 d'abril com a conseqüència d'una sobredosi de cocaïna i heroïna. La mort de Staley va fer que el segon disc solista de Cantrell, titulat Degradation Trip, anés dedicat a la memòria del difunt cantant.

### Reunió i actualitat (2005–present)
No va ser fins passats set anys, al febrer de 2005, quan es van tornar a veure els membres d'Alice in Chains sobre un escenari, en excepció de Staley. El grup es va unir a vocalistes com Maynard James Keenan (Tool), Patrick Lachman (Damageplan), Wes Scantlin (Puddle of Mudd) i Ann Wilson (Heart), per realitzar el que es va anomenar "Tsunami Benefit" a Seattle, un concert a favor de les víctimes del tsunami de l'oceà Índic del 2004. Aquesta trobada va deixar la possibilitat d'una futura reunió del grup.
Aquesta reunió va ser concretada al 20 de març de 2006 pel programa VH1 "Decades Rock Live!", on es van representar els temes "Would?" amb Phil Anselmo (vocalista de Pantera i Down) i "Rooster" amb William DuVall (cantant i guitarrista de Comes with the Fall) i Ann Wilson (vocalista de Heart). Després d'aquest fet, el grup es va embarcar en una curta gira per Europa, Estats Units i Japó. Coincidint amb la reunió i gira de la banda, Sony va publicar la compilació The Essential Alice in Chains, un doble disc amb 28 temes. Per aquesta gira es va comptar amb el vocalista William DuVall i el baixista de Velvet Revolver, Duff McKagan.
El 25 d'abril de 2009, es va anunciar que Alice in Chains havia signat a Virgin/EMI convertint-lo en el primer canvi de segell de la banda en els seus 20 anys més de carrera. Black Gives Way to Blue, el primer àlbum del grup amb DuVall, va ser llançat el 29 de setembre de 2009. El 2011, Alice in Chains va començar a treballar en el seu cinquè àlbum d'estudi, The Devil Put Dinosaurs Here, que va ser llançat el 28 de maig de 2013. El sisè àlbum d'estudi d'Alice in Chains, Rainier Fog, va ser llançat el 24 d'agost de 2018.

## Membres
- William DuVall: Vocalista i guitarrista rítmic (2006–present)
- Jerry Cantrell: Guitarrista solista, veu de suport(1987-2002, 2005–present)
- Mike Inez: Baixista, veu de suport (1993-2002, 2005–present)
- Sean Kinney: Bateria, percussió (1987-2002, 2005–present)

### Antics membres
- Layne Staley: vocalista, guitarrista rítmic (1987-2002)
- Mike Starr: baixista, veu de suport (1987-1993)

### Musics de gira
- Scott Olson: guitarrista acústic, baixista (1996)
- Patrick Lachman: vocalista (2004-2006)

## Discografia
| Data del llançament     | Títol                         | Companyia  | Altra informació                                 |
| Juliol del 1990         | We Die Young                  | Columbia   | EP                                               |
| 21 d'agost del 1990     | Facelift                      | Columbia   | Àlbum d'estudi, EUA #42, 2x Platí                |
| 1991                    | Live Facelift                 | Columbia   | Vídeo, Or                                        |
| 21 de març del 1992     | Sap                           | Columbia   | EP, Or                                           |
| 29 de setembre del 1992 | Dirt                          | Columbia   | Álbum d'estudi, EUA #6, 4x Platí                 |
| 25 de gener del 1994    | Jar of Flies                  | Columbia   | EP, EUA #1, 2x Platí                             |
| 7 de novembre del 1995  | Alice in Chains               | Columbia   | Álbum d'estudi, EUA #1, Regne Unit #37, 2x Platí |
| 12 de desembre del 1995 | The Nona Tapes                | Columbia   | Vídeo                                            |
| 30 de juliol del 1996   | Unplugged                     | Columbia   | Disc en directe, EUA #3, Regne Unit #20, Platí   |
| 30 de juliol del 1996   | Unplugged                     | Columbia   | Vídeo, Platí                                     |
| 29 de juny del 1999     | Nothing Safe: Best of the Box | Columbia   | Compilació, EUA #20, Or                          |
| 26 d'octubre del 1999   | Music Bank                    | Columbia   | 3 CDs Box Set, EUA #123                          |
| 26 d'octubre del 1999   | Music Bank: The Videos        | Columbia   | Vídeo, Or                                        |
| 5 de desembre del 2000  | Live                          | Columbia   | Disc en directe, EUA #142, Or                    |
| 28 d'agost del 2001     | Greatest Hits                 | Columbia   | Compilació, EUA #112, Or                         |
| 5 de setembre del 2006  | The Essential Alice in Chains | Columbia   | Compilació                                       |
| 25 de setembre del 2009 | Black Gives Way to Blue       | Virgin/EMI | Àlbum d'estudi                                   |
| 28 de maig del 2013     | The Devil Put Dinosaurs Here  | Capitol    | Àlbum d'estudi                                   |
| 24 d'agost del 2018     | Rainier Fog                   | BMG        | Àlbum d'estudi                                   |